# تمرد محرم
تمرد محرم أو انتفاضة سِلْهَت لعام 1782، هي انتفاضةٌ اندلعت في أوائل شهر المحرم ضد شركة الهند الشرقية من قبل المسلمون البنغال، وقادها بيرزادا سلهت وأخواه سيد محمد هادي وسيد محمد مهدي. كانت واحدة من أُوَل الحركات المناهضة لبريطانيا في شبه القارة الهندية. حدثت المعركة الرئيسية في مصلى شاهي الكبير في سلهت الذي بناه المغول والتلال المحيطة به.

## خلفية
في عام 1778، عينت شركة الهند الشرقية البريطانية روبرت ليندسي مشرفًا أو جابيًا لسلهت. بدأ ليندسي خلال فترة قيادته بتجارة حجر الكلس، والخيزران الهندي، وجوز التنبول (الفَوْفل)، والفيلة الموجودة في منطقة سلهت. أثارت أعمال ليندسي هذه الكراهيةَ في جميع أنحاء المنطقة. يقول ليندسي في سيرته الذاتية التي حملت عنوان حكايات حياة هندية إنه خلال زيارته لدرقاعة الشاه جلال، شعر ببعض الخطر واعتبرها «معقلًا محتملًا للمعارضة». خلال فترة حكمه، كان أشرف علي خان نائب البنغال تابعًا لإمبراطورية سلطنة مغول الهند التي حكمها شاه علام الثاني، وكان وارن هاستينغس الحاكم العام للهيئة الرئاسية لحكومة فورت ويليام.
في عام 1781، تعرضت المنطقة لفيضان كبير. تضررت العديد من الأراضي الزراعية والمحاصيل لتنتشر المجاعة في جميع أنحاء سلهت. لقي ثلث سكان المنطقة حتفهم نتيجةً لذلك. زاد هذا من الحقد بين المجتمَعَين لأن السكان الأصليين اتهموا البريطانيين بالفشل في تقليص تبعات الفيضان. يُقال إن ليندسي أرسل رسالة إلى فورت ويليام لفرض الضرائب خلال هذه الفترة ولكن رُفض طلبه.
يذكر ليندسي في سيرته الذاتية أن السكان الأصليين الهندوس اتصلوا به في منزله وأخبروه بانتفاضة المسلمين. أخبره الهندوس أن المسلمين خططوا للهجوم على الحكومة البريطانية إلى جانب بعض المعابد الهندوسية في مدينة سلهت. يُعتقد أن هذا السجال بين الهندوس والمسلمين كان نتيجة وقوف الهندوس إلى جانب البريطانيين بدلًا من مساعدتهم المسلمين. تجاهل ليندسي الهندوس لأنه لم يرَ أي علامة للشغب وأدرك أيضًا أن ذلك كان شهر مُحرم الإسلامي الذي ينشغل فيه المسلمون بالتحضير لعاشوراء، والتي كان موعدها بعد عدة أيام. يذكر ليندسي أيضًا أن العنف لم يكن مألوفًا بالنسبة إلى المسلمين، غالبًا بسبب حقيقة أن شهر محرم هو شهر مقدس في الإسلام والحرب خلاله ممنوعة.
كان عائلة سيد من جهرناربار (محلة الدرقاعة، سلهت) عائلةً ذات نفوذ ومنحدرة من أقرب أتباع الشاه جلال. كانت عائلة سيد خلال هذه الفترة بارزةً على امتداد بنغال وآسام. كان البيرزادا رأسَ العائلة.

## يوم الانتفاضة
في مساء هذا اليوم، قاد البيرزادا مسيرة تعزيةٍ مؤلفة من 300 شخص إلى جانب أخويه، سيد محمد هادي وسيد محمد مهدي (المعروفان محليًا بهدى مياه ومدى مياه). كان العديد من المدنيين المحليين من المسلمين حاضرين في هذه التعزية أيضًا. سار الموكب عبر مصلى شاهي الكبير في سلهت. كان حداد محرم يتألف أيضًا من مأتم، وهذا هو سبب حمل النصال والسيوف. ذكر ليندسي في رسالة إلى الحكومة في فورت ويليام أن المسلمين قتلوا في البداية الديوان مانِك تشاند في منزله قبل إشعال الحريق في عدة أجزاء من المدينة. تذكر الرسالة أيضًا أن كلًا من الكانونغو والجمعدار، الذين ساعدوا ليندسي، كانوا مسلمين.
في الساعة الخامسة مساءً، عاد الهندوس إلى منزل ليندسي حيث أشاروا إلى علامات الهجوم على أجسادهم. من ناحية ثانية، من غير المعروف إن كان ذلك صحيحًا لأن مصادر أخرى تدّعي أن الهندوس لم يشاركوا في النهار لأن المسلمين خلال ذلك الوقت كانوا منتشرين على أعالي التلال حول المصلى (العيدغاه) بدلًا من وجودهم في الأراضي المنخفضة حيث يعيش السكان. أبلغ ليندسي حينها رئيس القانونغو في سلهت، مسعود بخت (ابن ماهتاب خان)، وأخبر جماعة الجمعدار أن يجهزوا 20 جنديًا هنديًا ويذهبوا إلى العيدغاه. انضم إليهم ليندسي لاحقًا في مسيرة مكونة من أكثر من 30 شخصًا إلى العيدغاه، بعض منهم يمتطي الخيول. أمر المتمردين بالاستسلام مدعومًا بقوة مؤلفة من أكثر من خمسين وحدة، لكنهم فروا إلى التلال المحيطة بالمنطقة. أدى ذلك إلى هجوم ليندسي ورجاله على المتمردين واللحاق بهم إلى التلال. اقترب ليندسي من البيرزادا مستعدًا لمعركة بالسيوف. كسر البيرزادا سيف ليندسي باستخدام سيفه من نوع تلوار. أعطى الجمعدار ليندسي بسرعة مسدسه. أطلق ليندسي عندها النار على البيرزادا متسببًا بمقتله. أفرغ الجنود الهنود عندها فصيلةً ليسمحوا لليندسي بمغادرة المبنى. عندما كان ليندسي يهم بالمغادرة، رأى رجلًا مسنًا مصابًا يسقط على قدميه بعد أن هاجمه أحد الجنود. طلب ليندسي من الجندي أن يتوقف وأخذ الرجل معه وأنقذه.
مات كل من مدى وهدى مياه أيضًا حيث قُتل الأخير برصاصةٍ من ليندسي نفسه. يذكر ليندسي أن واحدًا من جنوده مات وأُصيب ستة آخرون. قيل إن الجندي الذي مات كان الجمعدار نفسه. يذكر ليندسي أن أربعةً من المتمردين قُتلوا وأُصيب العديد منهم.